# Caddella capensis
Caddella capensis − gatunek kosarza z podrzędu Eupnoi i rodziny Caddidae.

## Występowanie
Gatunek jest endemiczny dla Republiki Południowej Afryki.